# Etropole
Etropole (în bulgară Етрополе) este un oraș în obștina Etropole, regiunea Sofia, Bulgaria.

## Demografie
Componența etnică a orașului Etropole
     Romi (1,23%)
     Bulgari (93,62%)
     Nicio identificare (4,79%)
     Altele (0,82%)
La recensământul din 2011, populația orașului Etropole era de 10.292 locuitori. Din punct de vedere etnic, majoritatea locuitorilor (93,62%) erau bulgari, cu o minoritate de romi (1,23%). Pentru 4,79% din locuitori nu este cunoscută apartenența etnică.